# За межею
«За межею» — другий демо-альбом українського фолк-метал гурту «Тінь Сонця». Він вийшов 23 серпня 2005.

## Про альбом
Альбом був записаний в серпні 2005 на швидку руку лише заради збереження пісень, які так часто можна було чути в період 2003—2005 років на концертах гурту, але які не були включені в студійний альбом «Над диким полем». Спочатку планувалося розпочати студійну роботу над ним з вересня 2005, але через протиріччя у стані гурту роботу почали раніше. Запис зроблено на студії гурту «Маки Рік».

## Список композицій
До списку композицій увійшли:
| #                         | Назва                         | Автор слів      | Автор музики   | Тривалість |
| ------------------------- | ----------------------------- | --------------- | -------------- | ---------- |
| 1.                        | «Вітер з гаєм розмовляє»      | Тарас Шевченко  | Андрій Савчук  | 2:38       |
| 2.                        | «Гнилгород»                   | Олексій Василюк | Сергій Василюк | 5:26       |
| 3.                        | «Все ще світаючи»             | Сергій Василюк  | Сергій Василюк | 6:27       |
| 4.                        | «Народу руському похрещеному» | Олексій Василюк | Сергій Василюк | 4:21       |
| 5.                        | «Її лиш тінь»                 | Сергій Василюк  | Сергій Василюк | 4:20       |
| 6.                        | «Дай відповідь»               | Сергій Василюк  | Сергій Василюк | 4:26       |
| 7.                        | «Скутість і воля»             | Сергій Василюк  | Сергій Василюк | 4:10       |
| 8.                        | «Шлях крізь чари ранку»       | Сергій Василюк  | Сергій Василюк | 4:20       |
| Загальна тривалість 36:08 |                               |                 |                |            |

## Учасники запису
У записі взяли участь:
- Сергій Василюк — вокал, бас-гітара
- Андрій Хаврук — гітара, клавішні
- Володимир Манацюк — гітара
- Олександр Гребньов — ударні